# Јудол (Канзас)
Јудол (енгл. Udall) град је у америчкој савезној држави Канзас.

## Демографија
По попису из 2010. године број становника је 746, што је 48 (-6,0%) становника мање него 2000. године.
| Група             | 2000.       | 2010.       |
| Белци             | 748 (94,2%) | 694 (93,0%) |
| Афроамериканци    | 0 (0,0%)    | 0 (0,0%)    |
| Азијати           | 2 (0,3%)    | 1 (0,1%)    |
| Хиспаноамериканци | 26 (3,3%)   | 23 (3,1%)   |
| Укупно            | 794         | 746         |